# Elstertrebnitz
Elstertrebnitz – niemiecka miejscowość i gmina w kraju związkowym Saksonia, w okręgu administracyjnym Lipsk, w powiecie Lipsk (do 31 lipca 2008 w powiecie Leipziger Land), wchodzi w skład wspólnoty administracyjnej Pegau.
Elstertrebnitz leży na południe od Lipska i ok. 15 km na północny wschód od Zeitz.
Gmina Elstertrebnitz składa się z siedmiu dzielnic:
- Costewitz
- Elstertrebnitz
- Eulau
- Greitschütz
- Oderwitz
- Tannenstrasse
- Trautzschen